# Fletazepam
Fletazepam  là một loại thuốc có nguồn gốc từ benzodiazepine. Thuốc có tác dụng an thần và giải lo âu tương tự như tác dụng của các dẫn xuất benzodiazepine khác, nhưng được gây chú ý vì có tác dụng giãn cơ mạnh.
Fletazepam có liên quan chặt chẽ nhất với các loại thuốc điều trị thay thế N-trifluoroethyl khác như halazepam và quazepam.